# Anton von Salm

Wappen der Grafen von Salm

Graf Anton von Salm (* um 1530; † vor 1564) war ein deutscher Graf, letzter Abt des Klosters Hornbach, Präsident des Reichskammergerichtes zu Speyer und bewahrte die Reliquien des Heiligen Pirminius vor der Vernichtung.

## Herkunft
Er entstammte dem moselländischen Adelsgeschlecht derer von Salm und war der Sohn des Grafen Johann VI. von Salm-Badenweiler (1495–1548) sowie seiner Gattin Louise (Ludovika) Claude de Stainville (1500–1570). Der Bruder seines Großvaters, Niklas Graf Salm der Ältere (1449–1530), hatte Wien 1529 gegen die Türken verteidigt. Dessen Sohn Wolfgang von Salm (Cousin seines Vaters) amtierte als Bischof von Passau. Ein anderer Cousin des Vaters war Herzog Georg I. von Württemberg-Mömpelgard. Graf Antons Nichte Christina Katharina von Salm (1575–1627, Tochter seines Bruders Paul) heiratete 1597 Herzog Franz II. von Lothringen.

## Leben und Wirken
Über das Leben Antons von Salm ist nicht viel bekannt. Ab 1543 erschien er als Abt-Koadjutor des vom Heiligen Pirminius gegründeten Klosters Gengenbach. Seine Rolle dort ist nicht völlig geklärt. Offenbar hatte ihn der protestantische Graf Wilhelm von Fürstenberg eigenmächtig und ohne Rechtsgrundlage als Coadjutor des dezidiert katholischen Abtes eingesetzt, um Einfluss auf das Kloster zu gewinnen bzw. es, bei sich bietender Gelegenheit, zu säkularisieren. Graf Fürstenberg – in den Diensten des Herzogs Ulrich von Württemberg und des Landgrafen Philipps I. von Hessen stehend, wovon Ersterer der Halbbruder und Letzterer der Schwiegervater von Anton von Salms Verwandten Georg I. von Württemberg-Mömpelgard war – wurde jedoch auf kaiserliches Betreiben 1547 abgesetzt und starb 1549. Trotzdem versuchte Anton von Salm weiterhin seine Ansprüche als zukünftiges Klosteroberhaupt durchzusetzen, unterlag aber 1556 endgültig dem neuen Abt Gisbert Agricola aus Maursmünster.
Etwa zeitgleich bemühte sich Graf von Salm um das Amt des Abtes von Kloster Hornbach, Grab- und Wallfahrtsstätte des Heiligen Pirminius. Der letzte Abt war 1551 verstorben und vorher ins Lager der Reformation übergetreten. Der ebenfalls protestantische Landesherr Wolfgang von Pfalz-Zweibrücken war im Begriff, sich des Klosters zu bemächtigen und es aufzuheben. In dieser Situation erschien im September 1554 Anton von Salm mit einer Päpstlichen Bulle, die ihn als Hornbacher Abt bestätigte. Die Regierung von Pfalz-Zweibrücken versuchte seine Inbesitznahme der Abtei zu verhindern oder möglichst hinauszuzögern. Insbesondere wollte man das Wiederaufleben katholischer Gottesdienste in Hornbach unterbinden. Am 22. September 1554 unterschrieb Graf von Salm einen Vertrag mit dem Herzog, aber er wurde noch bis ins nächste Jahr hinein daran gehindert, tatsächlich nach Hornbach zu gehen. Als er 1555 das Kloster bezog, stellte er dort sofort seinen ehemaligen Lehrer Theobald Malleus an, einen italienischen Priester, der von da an wieder regelmäßig den katholischen Gottesdienst versah. Daraus lässt sich auch erkennen, dass Anton von Salm offenbar keine Priesterweihe besaß. Man versuchte den Abt u. a. durch Gefangennahme von Personen seiner Umgebung einzuschüchtern. Unabhängig davon belehnte ihn der Speyerer Bischof Rudolf von Frankenstein am 10. Januar 1556 feierlich mit dem Kloster Hornbach. Am 12. Januar 1556 befahl Herzog Wolfgang den Abt nach Zweibrücken und drohte ihm mit Einkerkerung auf Burg Lichtenberg, falls er sich nicht gefügig zeige. Am 23. Mai des Jahres zwang man Anton von Salm einen neuen, für das Kloster ungünstigeren Vertrag auf. Außerdem stellte man ihn quasi unter Hausarrest und ließ unerwünschte Besucher nicht zu ihm vor; jeder seiner Schritte wurde überwacht. In dieser Zeit besuchte ihn u. a. seine verwitwete Mutter Ludovika in Hornbach.
Der Herzog wollte in dem Kloster eine protestantische Schule einrichten und die Gebäude nach eigenem Gutdünken verwenden. Bevor es dazu kam, nahm Abt Anton den in einem Schrein befindlichen Leib des Heiligen Pirminius aus seinem Grab und flüchtete 1557 heimlich, unter Mitnahme von silbernen Kirchengeräten und wichtigen Archivalien. Zunächst begab er sich in den Eigenhof des Klosters zu Landau. Da der Zweibrücker Herzog auf die Herausgabe der Kirchenschätze pochte und 1558 eine Aufforderung zur Unterstützung an die dortige Stadtverwaltung ergehen ließ, flüchtete Anton von Salm abermals und brachte Ende des Jahres alles nach Speyer, wo er es in die Obhut des Bischofs gab. Mit dabei befanden sich die Reliquien des Heiligen Pirminius, die ohne Graf Salm höchstwahrscheinlich vernichtet worden wären.
Bereits seit 1556 amtierte Anton von Salm auch als Präsident des Reichskammergerichts in Speyer, trat jedoch am 14. November 1557 auf Anraten des Gerichtes von diesem Amt zurück, da er von „Blödheit“ bzw. „Blödigkeit“, also mit Leibesschwäche oder Sehschwäche, befallen war.
Über seinen weiteren Lebensweg ist nichts Konkretes bekannt. Franz Xaver Remling schreibt in seiner Urkundlichen Geschichte der ehemaligen Abteien und Klöster im jetzigen Rheinbaiern, dass Salm bereits 1564 tot war, als die Pest in Hornbach wütete, die neue Schule deshalb verlassen wurde und der Speyerer Bischof nochmals versuchte, das Kloster wiederherzustellen.

## Historische Bedeutung

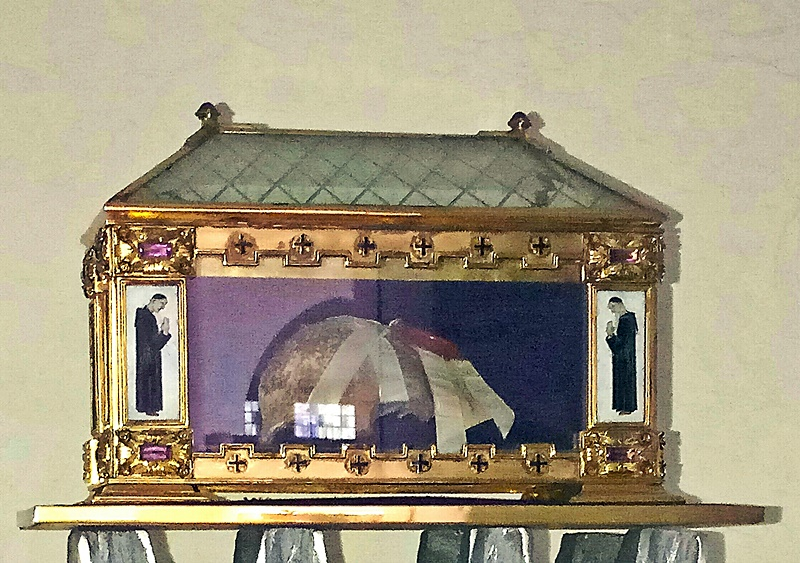
Pirminiusreliquie (Vorderhaupt), Pirmasens, Pfarrkirche St. Pirmin; gerettet durch Anton von Salm

Die von Abt Salm geretteten Pirminiusreliquien blieben 17 Jahre in Speyer, bevor sie Graf  Schweikhard von Helfenstein, einer seiner Nachfolger als Kammergerichtspräsident und kaiserlicher Statthalter von Tirol, 1575 in seine Residenz Innsbruck verbrachte und dort den Jesuiten überließ. Dort befinden sie sich noch heute in der Innsbrucker Jesuitenkirche.
Durch Graf von Salms beherzte Tat haben sich die Gebeine des Heiligen Pirminius erhalten, ohne die sein Kult wohl erloschen wäre; so aber avancierte er in der Folge zu einem der Innsbrucker Stadt- bzw. der Speyerer Bistumspatrone. Später konnten von Innsbruck sogar wieder einige seiner Reliquien nach Hornbach, Pirmasens und Speyer zurückkehren. Sie werden in der katholischen Kirche St. Pirmin Hornbach, in der katholischen Pfarrkirche St. Pirminius zu Pirmasens (Stirnteil der Schädeldecke) und im Speyerer Dom aufbewahrt. Die historische Bedeutung Antons von Salm liegt hauptsächlich in der eigenverantwortlichen und entschlossenen Rettung der Pirminiusreliquien. An allen anderen pfälzischen Orten,  etwa im Stift Zell oder in der Stiftskirche Neustadt, gingen die Reliquien in der Reformationszeit verloren.